# Ptochophyle phlogea
Ptochophyle phlogea là một loài bướm đêm trong họ Geometridae.